# Ha Han-sol
Ha Han-sol (kor.: 하한솔, ur. 24 listopada 1993) – południowokoreański szablista, dwukrotny medalista mistrzostw świata.
Podczas mistrzostw świata w Budapeszcie w 2019 roku Koreańczycy w składzie: Gu Bon-gil, Ha Han-sol, Kim Jun-ho i Oh Sang-uk zdobyli złoty medal w zawodach drużynowych. Na rozgrywanych cztery lata później mistrzostwach świata w Mediolanie był drużynowo drugi. Na tej samej imprezie był ósmy w turnieju indywidualnym.
Ponadto na mistrzostwach Azji w Tokio (2019) zdobył złoto drużynowo i brąz indywidualnie.
Nigdy nie wziął udziału w igrzyskach olimpijskich.